# Emília Lèpida (rebesnéta d'August)
|  | Per altres dones anomenades igual, vegeu Emília Lèpida. |

Emília Lèpida (llatí: Emilia Lepida) va ser una dama romana, rebesneta d'August. Era filla de Luci Emili Paule, consol l'any 1, i de Júlia, la neta d'August. El seu germà era Marc Emili Lèpid, casat amb Drusil·la, una germana de Calígula. Formava part de la Família Júlia-Clàudia a més de la gens Emília.
En la seva joventut va ser promesa a Claudi, amb qui potser es va casar abans de ser emperador, però o es va morir o Claudi se'n va divorciar, ja que no torna a aparèixer.